# Робер (певица)
Робе́р (фр. RoBERT; настоящее имя Мириа́м Руле́, фр. Myriam Roulet; 14 октября 1964) — французская певица, автор песен.
Её первая песня Elle se promène, спродюсированная Нилом Астоном в Лондоне, появилась в 1990 году, была в хорошей ротации на французских радиостанциях и даже стала танцевальным хитом в Японии. Певица выпустила свой первый альбом под названием Sine в 1993 году, а затем второй, Princesse de rien, в 1997, привнеся с собой иное видение музыкального мира, которое сочетает в себе электронное звучание наряду со старинными инструментами и современной хореографией. RoBERT работала с известными французскими клипмейкерами и режиссёрами, среди которых Габриэль Агийон и Мишель Гондри (Björk, Daft Punk). В 1991 году на Робер обращает внимание французская певица Милен Фармер, с которой её часто сравнивали, и приглашает её на радио, чтобы та исполнила свою песню. В 1998 году певица встречает неожиданного почитателя своего творчества: писательницу бельгийского происхождения, Амели Нотомб, которая пишет тексты для шести песен третьего студийного альбома певицы Celle qui tue (2002), а затем и романизированную биографию «Словарь имён собственных», которая была продана количеством 250000 экземпляров по всему миру. Песня из этого альбома Le Prince Bleu, написанная отцом Робер, привлекла внимание Махандры Делфино (актриса в сериале «Город пришельцев», фильме «Трафик»). В 2003 году певица отправляется к Махандре в Калифорнию, чтобы записать дуэтом песню Le Prince Bleu. На эту песню был снят компьютерный анимированный клип, который получил несколько международных наград.
В 2009 году RoBERT была выбрана Givenchy в качестве исполнителя саундтрека для новой всемирной рекламной кампании духов Ange ou Démon le Secret, первая трансляция которой назначена на сентябрь 2009 г. Сингл на песню Ange & Démon вышел в начале сентября 2009 г. В конце 2009 года RoBERT записала русскоязычную версию песни Le Prince Bleu "Принц моих снов" дуэтом с певицей Алиной Дунаевской, дочерью Максима Дунаевского, из группы Markize. RoBERT отпраздновала 20 лет своей карьеры на сцене зала l'Olympia 27 марта 2010 года.

## Дискография
- Sine (1993)
- Princesse de rien (1997)
- Celle qui tue (2002)
- Unutma (2004)
- Six pieds sous terre (2005)
- Princess of Nowhere (2007)
- Sourde et Aveugle (2008)
- Ange et démon (2009)
- Free Dub (volume 1) (2010)
- Free Dub (volume 2)
- Nuit gravement (2012)
- Aux marches du palais (2012)